# Arrondissement Tours
Das Arrondissement Tours ist eine Verwaltungseinheit des französischen Départements Indre-et-Loire in der Region Centre-Val de Loire. Hauptort (Präfektur) ist Tours.
Im Arrondissement liegen 14 Wahlkreise (Kantone) und 54 Gemeinden.

## Wahlkreise
| - Kanton Ballan-Miré - Kanton Bléré (mit einer von 17 Gemeinden) - Kanton Chinon (mit 11 von 27 Gemeinden) - Kanton Joué-lès-Tours - Kanton Montlouis-sur-Loire - Kanton Monts - Kanton Saint-Cyr-sur-Loire | - Kanton Sainte-Maure-de-Touraine (mit einer von 43 Gemeinden) - Kanton Saint-Pierre-des-Corps - Kanton Tours-1 - Kanton Tours-2 - Kanton Tours-3 - Kanton Tours-4 - Kanton Vouvray |

## Gemeinden
Die Gemeinden des Arrondissements Tours sind:
| 1. Artannes-sur-Indre (37006)      | 2. Azay-le-Rideau (37014)                | 3. Azay-sur-Cher (37015)            | 4. Ballan-Miré (37018)                 |
| 5. Berthenay (37025)               | 6. Bréhémont (37038)                     | 7. Chambray-lès-Tours (37050)       | 8. Chançay (37052)                     |
| 9. Chanceaux-sur-Choisille (37054) | 10. Cheillé (37067)                      | 11. Druye (37099)                   | 12. Esvres (37104)                     |
| 13. Fondettes (37109)              | 14. Joué-lès-Tours (37122)               | 15. La Chapelle-aux-Naux (37056)    | 16. La Membrolle-sur-Choisille (37151) |
| 17. La Riche (37195)               | 18. La Ville-aux-Dames (37273)           | 19. Larçay (37124)                  | 20. Lignières-de-Touraine (37128)      |
| 21. Luynes (37139)                 | 22. Mettray (37152)                      | 23. Monnaie (37153)                 | 24. Montbazon (37154)                  |
| 25. Montlouis-sur-Loire (37156)    | 26. Monts (37159)                        | 27. Notre-Dame-d’Oé (37172)         | 28. Parçay-Meslay (37179)              |
| 29. Pont-de-Ruan (37186)           | 30. Reugny (37194)                       | 31. Rigny-Ussé (37197)              | 32. Rivarennes (37200)                 |
| 33. Rochecorbon (37203)            | 34. Saché (37205)                        | 35. Saint-Avertin (37208)           | 36. Saint-Branchs (37211)              |
| 37. Saint-Cyr-sur-Loire (37214)    | 38. Sainte-Catherine-de-Fierbois (37212) | 39. Saint-Étienne-de-Chigny (37217) | 40. Saint-Genouph (37219)              |
| 41. Saint-Pierre-des-Corps (37233) | 42. Savonnières (37243)                  | 43. Sorigny (37250)                 | 44. Thilouze (37257)                   |
| 45. Tours (37261)                  | 46. Truyes (37263)                       | 47. Vallères (37264)                | 48. Veigné (37266)                     |
| 49. Véretz (37267)                 | 50. Vernou-sur-Brenne (37270)            | 51. Villaines-les-Rochers (37271)   | 52. Villandry (37272)                  |
| 53. Villeperdue (37278)            | 54. Vouvray (37281)                      |                                     |                                        |

## Neuordnung der Arrondissements 2017

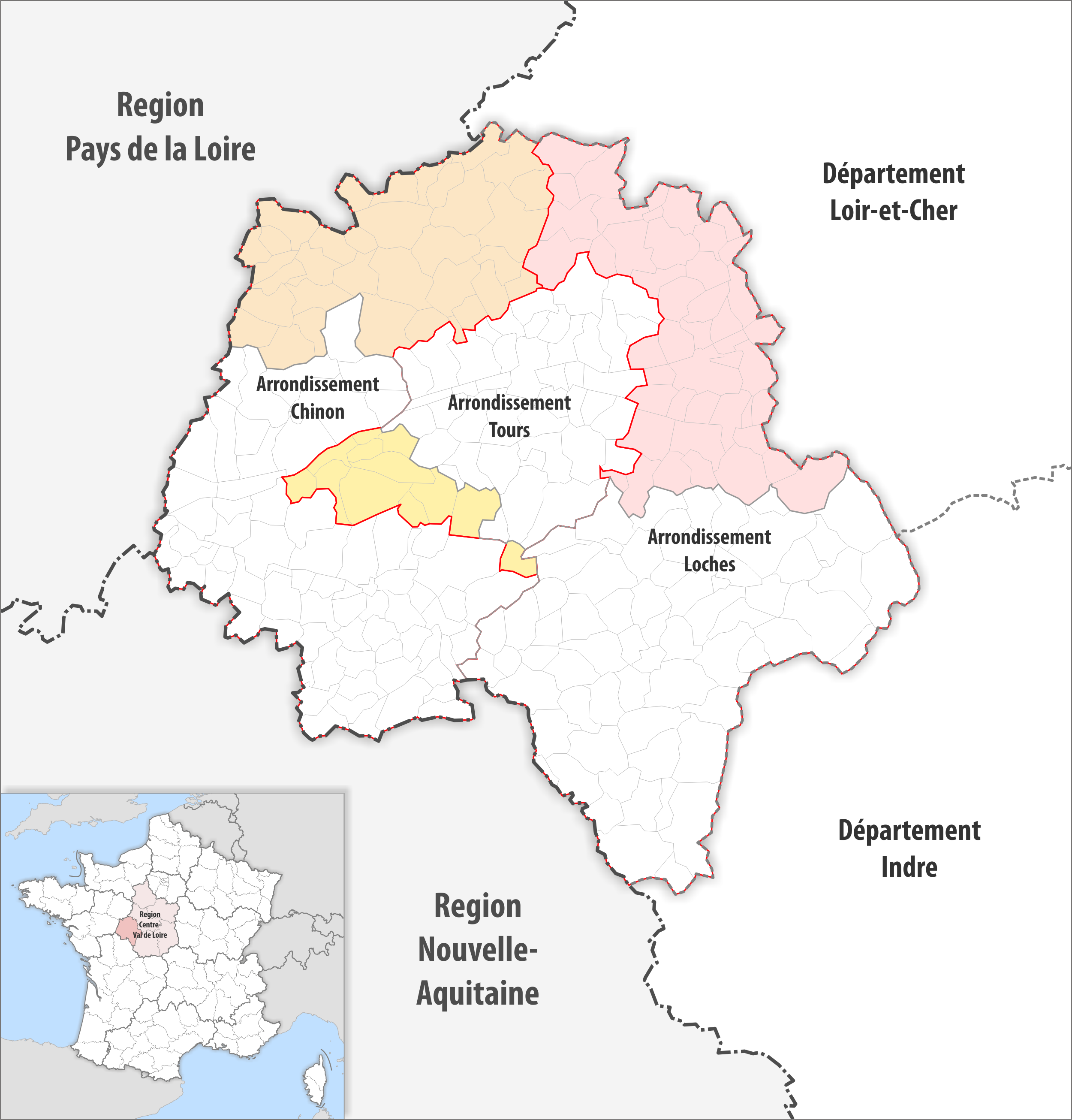
Arrondissementsanpassungen im Jahr 2017

Durch die Neuordnung der Arrondissements im Jahr 2017 wurden aus dem Arrondissement Tours die 34 Gemeinden Ambillou, Beaumont-Louestault, Braye-sur-Maulne, Brèches, Bueil-en-Touraine, Cerelles, Channay-sur-Lathan, Charentilly, Château-la-Vallière, Chemillé-sur-Dême, Couesmes, Courcelles-de-Touraine, Épeigné-sur-Dême, Lublé, Marcilly-sur-Maulne, Marray, Neuillé-Pont-Pierre, Neuvy-le-Roi, Pernay, Rillé, Rouziers-de-Touraine, Saint-Antoine-du-Rocher, Saint-Aubin-le-Dépeint, Saint-Christophe-sur-le-Nais, Saint-Laurent-de-Lin, Saint-Paterne-Racan, Saint-Roch, Savigné-sur-Lathan, Semblançay, Sonzay, Souvigné, Villebourg und Villiers-au-Bouin dem Arrondissement Chinon und die 46 Gemeinden Amboise, Athée-sur-Cher, Autrèche, Auzouer-en-Touraine, Bléré, Cangey, Céré-la-Ronde, Chargé, Château-Renault, Chenonceaux, Chisseaux, Cigogné, Civray-de-Touraine, Cormery, Courçay, Crotelles, Dame-Marie-les-Bois, Dierre, Épeigné-les-Bois, Francueil, La Croix-en-Touraine, La Ferrière, Le Boulay, Les Hermites, Limeray, Lussault-sur-Loire, Luzillé, Monthodon, Montreuil-en-Touraine, Morand, Mosnes, Nazelles-Négron, Neuillé-le-Lierre, Neuville-sur-Brenne, Noizay, Nouzilly, Pocé-sur-Cisse, Saint-Laurent-en-Gâtines, Saint-Martin-le-Beau, Saint-Nicolas-des-Motets, Saint-Ouen-les-Vignes, Saint-Règle, Saunay, Souvigny-de-Touraine, Sublaines und Villedômer dem Arrondissement Loches zugewiesen.
Dafür wechselte aus dem Arrondissement Chinon die elf Gemeinden Azay-le-Rideau, Bréhémont, Cheillé, La Chapelle-aux-Naux, Lignières-de-Touraine, Rigny-Ussé, Rivarennes, Saché, Sainte-Catherine-de-Fierbois, Thilouze, Vallères und Villaines-les-Rochers zum Arrondissement Tours.